# Arthur Jensen
Pour les articles homonymes, voir Jensen.
Arthur Robert Jensen, né le 24 août 1923 et mort le 22 octobre 2012, est un psychologue américain. 
Il a notamment publié des travaux sur l'héritabilité de l'intelligence humaine et sur les différences de quotient intellectuel (QI) moyen entre Blancs et Noirs. C'est aussi un des signataires de la publication Mainstream Science on Intelligence affirmant le rôle du QI dans la vie humaine et les différences de QI moyen entre les races comme n'étant pas exclusivement dues à l'environnement.
Bien qu'ayant été classé parmi les 50 plus éminents psychologues du XXe siècle par une étude, Jensen reste une personnalité controversée, principalement pour ses conclusions basées sur ses recherches concernant les causes raciales des différences d'intelligence. 
Il est l'inventeur de la boîte de Jensen, un outil de mesure des temps de réaction et de choix.

## Biographie
Jensen est né le 24 août 1923 à San Diego (Californie) ; ses parents sont Linda Mary (née Schachtmayer) et Arthur Alfred Jensen, qui dirigeait et possédait une société de bois et matériaux de construction. Ses grands-parents paternels étaient des immigrés danois, tandis que sa mère était originaire pour moitié de Juifs polonais et pour moitié d'Allemagne.
En 1969, il publie un article "How much can we boost IQ and scholastics achievement" suscite une controverse où il soutient que les différences de QI observés en communautés noires et blanches sont essentiellement liés à des différences génétiques et non à des conditions environnementales, justifiant ainsi l'inutilité des politiques d'éducation.
Il a appartenu au comité de patronage de Nouvelle École.

## Publications
- Rushton, J. P., & Jensen, A. R. (2005). Thirty years of research on Black-White differences in cognitive ability. Psychology, Public Policy, & the Law, 11, 235-294. (pdf)
- Rushton, J. P., & Jensen, A. R. (2005). Wanted: More race-realism, less moralistic fallacy. Psychology, Public Policy, and Law, 11, 328-336. (pdf)
- Rushton, J. P., & Jensen, A. R. (2003). African-White IQ differences from Zimbabwe on the Wechsler Intelligence Scale for Children-Revised are mainly on the g factor. Personality and Individual Differences, 34, 177-183. (pdf)
- Jensen, A. R. (2002). Galton's legacy to research on intelligence. Journal of Biosocial Science, 34, 145-172.
- Jensen, A. R. (2002). Psychometric g: Definition and substantiation. In R. J. Sternberg, & E. L. Grigorenko (Eds.). The general factor of intelligence: How general is it? (p. 39-53). Mahwah, NJ, US: Lawrence Erlbaum.
- Jensen, A. R. (2000). Testing: The dilemma of group differences. Psychology, Public Policy, & Law, 6, 121-128.
- Jensen, A. R. (1998) The g factor and the design of education. In R. J. Sternberg & W. M. Williams (Eds.), Intelligence, instruction, and assessment: Theory into practice. (p. 111-131). Mahwah, NJ: Lawrence Erlbaum.
- Jensen, A. R. (1996). Giftedness and genius: Crucial differences. In C. P. Benbow, & D. J. Lubinski (Eds), Intellectual talent: Psychometric and social issues (p. 393-411). Baltimore: Johns Hopkins University.
- Jensen, A. R. (1995). Psychological research on race differences. American Psychologist, 50, 41-42.
- Jensen, A. R. (1993). Spearman's g: Links between psychometrics and biology. In F. M. Crinella, & J. Yu (Eds.), Brain mechanisms: Papers in memory of Robert Thompson (p. 103-129). New York: Annals of the New York Academy of Sciences.
- Jensen, A. R. (1993). Why is reaction time correlated with psychometric g? Current Directions in Psychological Science, 2, 53-56.
- Jensen, A. R. (1989). The relationship between learning and intelligence. Learning and Individual Differences, 1, 37-62.
- Kranzler, J. H., & Jensen, A. R.(1989). Inspection time and intelligence: A meta-analysis. Intelligence, 13, 329-347.
- Jensen, A. R. (1974). Ethnicity and scholastic achievement. Psychological Reports, 34, 659-668.
- Jensen, A. R. (1974). Kinship correlations reported by Sir Cyril Burt. Behavior Genetics, 4, 1-28.
- Jensen, A. (1969). How much can we boost IQ and scholastic achievement. Harvard educational review, 39(1), 1-123.